# Banda ancha sobre líneas eléctricas
Banda ancha sobre líneas eléctricas (BPL) es un método de comunicación por línea eléctrica,   que permite la transmisión de datos digitales de alta velocidad sobre el cableado público de distribución de energía eléctrica.
BPL utiliza las frecuencias más altas, un rango de frecuencias más amplio y diferentes tecnologías de otras formas de comunicación por línea eléctrica, para proporcionar comunicaciones de alta velocidad a través de distancias más largas.  BPL utiliza frecuencias que son parte del espectro radioeléctrico atribuido a los servicios de comunicaciones sobre-el-aire, por lo que la prevención de interferencias, de y hacia estos servicios es un factor muy importante en el diseño de sistemas BPL.

## Estándares
Los dos estándares BPL son:
- El estándar IEEE 1901[1]

- El estándar G.hn (Gigabit Home Networking)[2]